# Jagraon
Jagraon (Panjabi ਜਗਰਾਉਂ Jagarā'uṁ) ist eine Stadt im indischen Bundesstaat Punjab.
Die Stadt ist Teil des Distrikt Ludhiana. Jagraon hat den Status eines Municipal Council. Die Stadt ist in 19 Wards gegliedert.

## Demografie
Die Einwohnerzahl der Stadt liegt laut der Volkszählung von 2011 bei 65.240. Jagraon hat ein Geschlechterverhältnis von 897 Frauen pro 1000 Männer und damit einen für Indien üblichen Männerüberschuss. Die Alphabetisierungsrate lag bei 81,7 % im Jahr 2011. Knapp 53 % der Bevölkerung sind Sikhs, ca. 44 % sind Hindus, ca. 1 % sind Muslime und weniger als 1 % gehören einer anderen oder keiner Religion an. 10,8 % der Bevölkerung sind Kinder unter 6 Jahren.